# Joachim Buchmann
Joachim Buchmann (* 10. Mai 1936 in Wallichen) ist ein deutscher Arzt, Orthopäde und Hochschullehrer.

## Leben und Wirken
Er ist der Sohn des Volksschullehrers Johannes Buchmann. Nach dem Abitur, das er 1954 in Erfurt ablegte, studierte er von 1955 bis 1960 Humanmedizin an der Universität Jena. Danach war er an den Städtischen Krankenanstalten Weimar und am Landambulatorium Magdala tätig. 1963 promovierte er zum Dr. med. Von 1963 bis 2001 war Buchmann Assistenzarzt, ab 1967 Fach- und später Oberarzt an der Orthopädischen Klinik der Universität Rostock in der Fiete-Schulze-Straße 44/45. Er absolvierte eine chirotherapeutische Zusatzausbildung, ein Studium in Moskau und eine osteopathische Ausbildung. 1987 habilitierte er sich (Dissertation B) und war ab 1993 Privatdozent für Physiotherapie und Orthopädie und ab 1995 außerplanmäßiger Professor für Physiotherapie und Orthopädie an der Universität Rostock. Außerdem war er von 1985 bis 1990 Vorsitzender der Sektion Manuelle Therapie in der Gesellschaft für Physiotherapie der DDR. 2001 ging er in der Universitätsklinik in Ruhestand und ließ sich als Facharzt in Bad Doberan nieder.
Zu seinen Forschungsschwerpunkten gehören bei der Auswertung von Ursachen verschiedener Schäden des Bewegungsapparates des menschlichen Körpers die Einbeziehung von manualmedizinisch-chirotherapeutischer Denkweisen und ganzheitlich-osteopathischer Gesichtspunkte.

## Ehrungen
- 1997 Ernst-von-Bergmann-Plakette der Bundesärztekammer

## Schriften (Auswahl)
- (mit Barbara Bülow): Untersuchungen zur Bewegungs- und Entwicklungssymmetrie von Kopf, Wirbelsäule und Becken bei Säuglingen und Kleinkindern. Rostock 1987.
- (mit Barbara Bülow): Asymmetrische frühkindliche Kopfgelenksbeweglichkeit. Bedingungen und Folgen. Untersuchungen zu Bewegungs- und Entwicklungssymmetrie von Kopf, Rumpf und Becken. Berlin, Heidelberg [u. a.] 1989.
- Manuelle Therapie und Physiotherapie bei Schmerzsyndromen der Schulterregion. In: E. Conradi (Hrsg.): Schmerz und Physiotherapie. Berlin 1990.
- Chirotherapie. In: H.-D. Hentschel (Hrsg.): Naturheilverfahren in der ärztlichen Praxis. Köln 1991.